# Friedrich III. (Sachsen-Gotha-Altenburg)

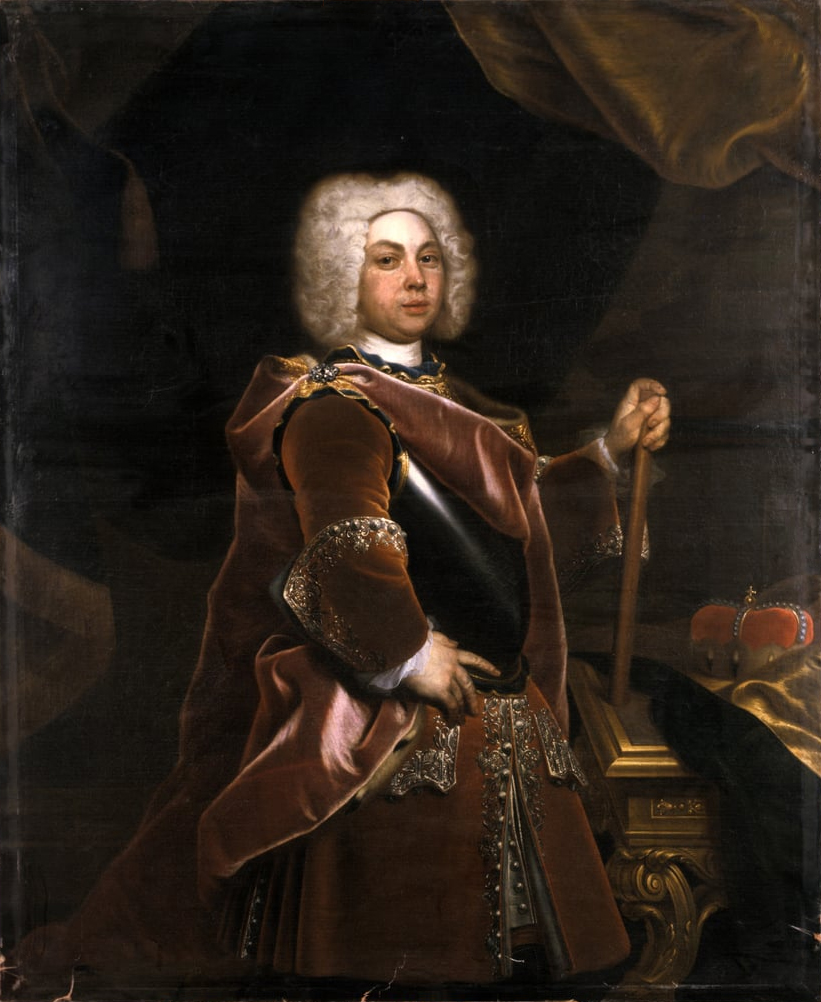
Friedrich III. von Sachsen-Gotha, Gemälde von Christian Schilbach, 1720

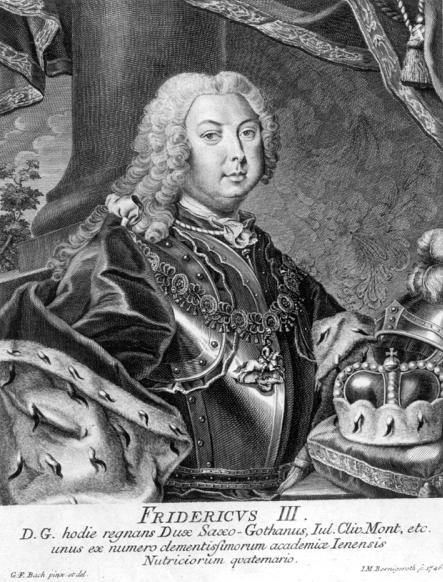
Herzog Friedrich III. von Sachsen-Gotha-Altenburg

Friedrich III. von Sachsen-Gotha-Altenburg (* 14. Apriljul. / 24. April 1699greg. in Gotha; † 10. März 1772 ebenda) war ein Fürst aus der Nebenlinie Sachsen-Gotha-Altenburg der Ernestinischen Wettiner und von 1732 bis 1772 Herzog von Sachsen-Gotha-Altenburg.

## Leben
Friedrich war der älteste Sohn des Herzogs Friedrich II. von Sachsen-Gotha-Altenburg (1676–1732) aus dessen Ehe mit Magdalena Augusta (1679–1740), Tochter des Fürsten Karl Wilhelm von Anhalt-Zerbst. Der Prinz wurde sehr gründlich ausgebildet und galt als gutmütig, wenn auch wenig begabt. Von 1718 bis 1724 hatte er seine Kavalierstour in die Niederlande, nach Frankreich, England und Italien unternommen. Als Friedrich III. folgte er 1732 seinem Vater als Herzog von Sachsen-Gotha-Altenburg.
Ab 1734 trieb er, nach dem Einfall französischer Truppen, florierenden Soldatenhandel mit dem Kaiser Karl VI., dem Fürsten von Waldeck und dem König von Preußen, was ihn in die Lage versetzte, im eigenen Land eine Steuer zu erlassen.
Das Land, vor allem der Altenburger Teil, hatte im Siebenjährigen Krieg schwer zu leiden und Friedrich III. verwickelte das Land selbst in einen Krieg mit seinem Nachbarn Herzog Anton Ulrich von Sachsen-Meiningen (Wasunger Krieg). 1744 erreichte Friedrich III., dass die Kinder aus der ersten, nicht standesgemäßen Ehe Anton Ulrichs, vom Kaiser als nicht nachfolgeberechtigt erklärt wurden, was ihm im Erbfall Sachsen-Meiningen zugebracht hätte. Mit Anton Ulrich geriet er auch in Widerspruch über die Regentschaft für den minderjährigen Ernst August von Sachsen-Weimar-Eisenach, die Friedrich III. schließlich 1748 bis 1755 übernahm.
Mit der Einführung der in großen Mengen in seiner Münzstätte Gotha geprägten geringhaltigen Groschen und Halbgroschen erhoffte sich Friedrich großen Gewinn. Die in riesigen Mengen geprägten Scheidemünzen sollten nicht nur den eigenen Bedarf decken, sondern waren für gewinnbringenden Export in die Nachbarländer bestimmt. Da die Anrainerstaaten ebenfalls wertgeminderte Kleinmünzen prägten, die seinem Herzogtum zuströmten, war diese Geldpolitik zum Scheitern verurteilt.
Ab 1747 ließ Friedrich vom weimarischen Baumeister Gottfried Heinrich Krohne die Gothaer Orangerie nach französischem Vorbild errichten. Er erließ zahlreiche Ordnungen das Kirchenwesen betreffend und unterstützte die Herrnhuter Brüdergemeine in Neudietendorf, die sich dort 1742 gegründet hatte.
Unter Friedrichs Regierung blieb sein Land der mächtigste der thüringischen Kleinstaaten und sein Hof entwickelte sich zu einem Zentrum der Aufklärung. Letzteres ist aber vor allem auf seine geniale, ihm geistig weit überlegene Gemahlin zurückzuführen.
Friedrich III. starb als Senior der Ernestiner. Er wurde nicht wie sein Vater und Großvater in der Fürstengruft auf Schloss Friedenstein zur letzten Ruhe gebettet, sondern in der Stadtkirche St. Margarethen auf dem Neumarkt, in deren Gruft auch sein Urgroßvater Herzog Ernst I. („Ernst der Fromme“) begraben ist. Er folgte damit seiner fünf Jahre zuvor verstorbenen Gemahlin Luise Dorothea, welche in ihrem Testament die Margarethenkirche, „... zu den Füßen des Herzogs Ernst und seiner Gemahlin ...“, als letzte Ruhestätte für sich bestimmt hatte.

## Sonstiges
Herzog Friedrich III. war einer der Taufpaten des britischen Königs Georg III., der sein Neffe war. Dieser war der Sohn von Friedrichs Schwester Augusta, seit ihrer Heirat 1736 Princess of Wales.
Die Person Friedrichs III. ist die Hauptfigur des seit 2001 in der ehemaligen Residenzstadt Gotha stattfindenden zweitägigen Barockfestes auf Schloss Friedenstein. Jeweils am letzten Augustwochenende laden über 150 Darsteller zu einer Zeitreise ins 18. Jahrhundert ein und lebt im historischen Ambiente des Schlosses und der Orangerie die glanzvolle Epoche des Spätbarock wieder auf: Friedrich III. (von 2001 bis 2008 dargestellt durch Opernsänger Günter Köbrich, seit 2009 durch Uwe Müller) und seine Gattin Luise Dorothea (seit 2009 dargestellt durch Annett Jahn) absolvieren Rundgänge über den Handwerkermarkt, verleihen Privilegien, halten Wachparaden ab, geben Audienzen, unternehmen Ausfahrten in die Stadt und lustwandeln durch den Orangeriegarten.
In dem parallel zum 2. Barockfest im Jahre 2002 gedrehten historischen Spielfilm „Vive la joie!“ (Es lebe die Freude) war Herzog Friedrich III. (Günter Köbrich) eine der Hauptpersonen.

## Ehe und Nachkommen
Seine einzige Ehe schloss er am 17. September 1729 in Gotha mit seiner Cousine, Prinzessin Luise Dorothea von Sachsen-Meiningen  (1710–1767), Tochter von Herzog Ernst Ludwig I. von Sachsen-Meiningen und dessen Gemahlin Dorothea Maria von Sachsen-Gotha-Altenburg.

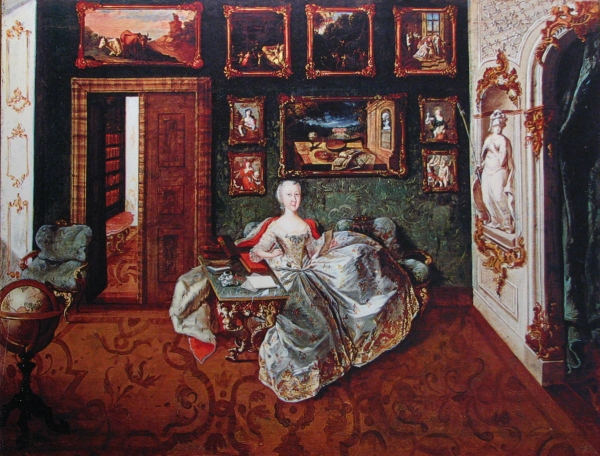
Luise Dorothea von Sachsen-Meiningen

Sie hatten gemeinsam folgende Kinder:
- Friedrich Ludwig (* 20. Januar 1735 in Gotha; † 9. Juni 1756 ebenda), Erbprinz von Sachsen-Gotha-Altenburg
- Ludwig (* 25. Oktober 1735 in Gotha; † 26. Oktober 1735 ebenda)
- totgeborener namenloser Sohn (*/† 25. Oktober 1735 in Gotha; Zwilling von Ludwig)
- totgeborene männliche Zwillinge (*/† 1739)
- Friederike Luise (* 30. Januar 1741 in Gotha; † 5. Februar 1776 ebenda)
- Ernst II. (* 30. Januar 1745 in Gotha; † 20. April 1804 ebenda), Herzog von Sachsen-Gotha-Altenburg
- Sophie (* 9. März 1746 in Gotha; † 30. März 1746 ebenda)
- August (* 14. August 1747 in Gotha; † 28. September 1806 ebenda)